# کاکایی سرسیاه بزرگ

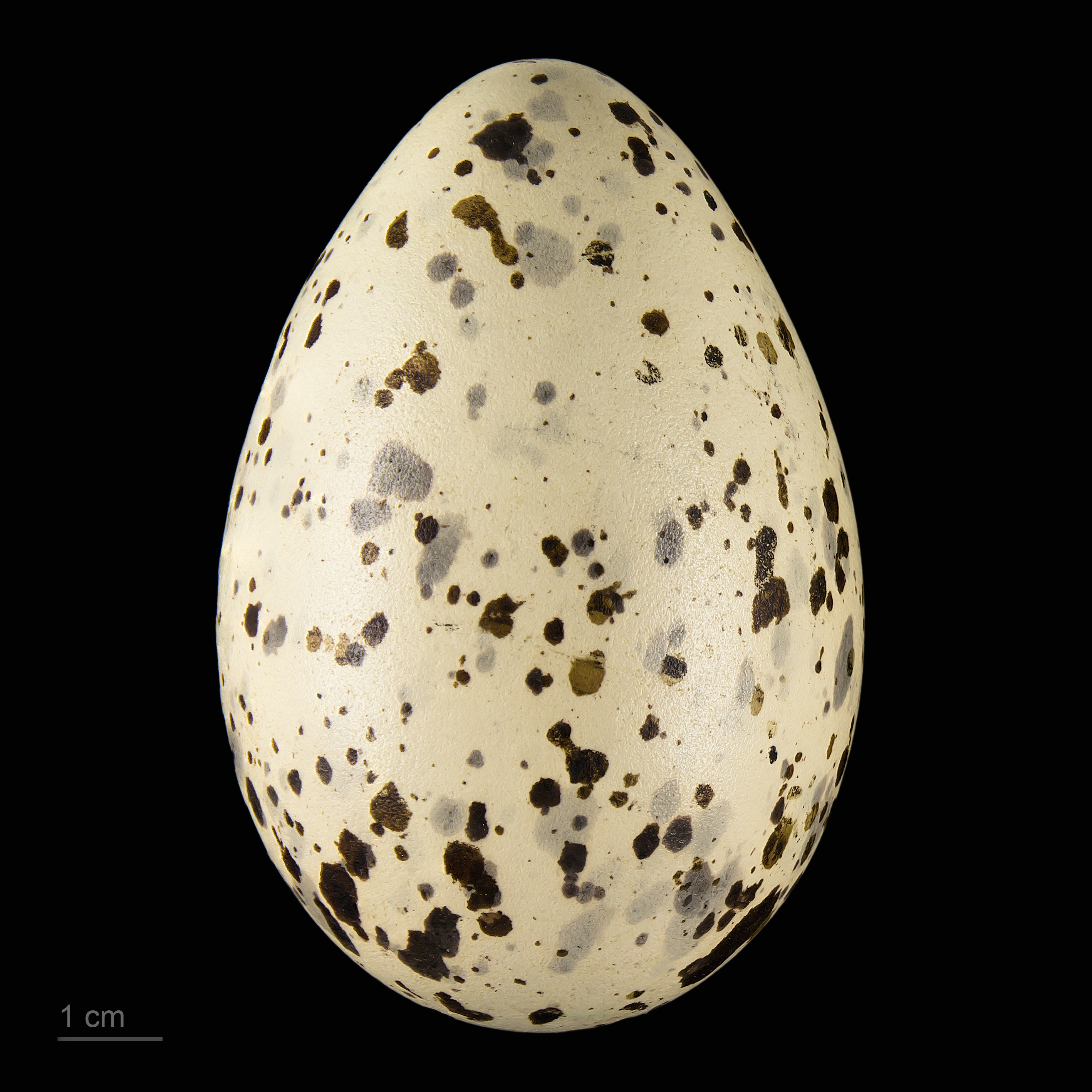
Larus ichthyaetus

کاکایی سرسیاه بزرگ (نام علمی: Ichthyaetus ichthyaetus) نام یک گونه از تیره مرغ نوروزی است.